# Agelena satmila
Agelena satmila är en spindelart som beskrevs av Benoy Krishna Tikader 1970. Agelena satmila ingår i släktet Agelena och familjen trattspindlar. Inga underarter finns listade i Catalogue of Life.